# 시부카와역
시부카와역(일본어: 渋川駅, しぶかわえき)은 일본 군마현 시부카와시에 있는, 동일본 여객철도의 철도역이다. 조에쓰선이 지나가며, 아가쓰마선의 시종착역이다.
특급 《구사쓰》, 《미나카미》의 정차역이다.

## 역 구조
지상역으로, 승강장은 단식 1면 1선과 섬식 1면 2선의 구조이다. 양쪽 승강장은 지하통로로 이어져 있다. 역사는 단식 승강장 쪽에 있으며, 역사 안에는 이카호 온천 관광 안내소가 있다. 동일본 여객철도의 직영역이자 관리역으로, 조에쓰선의 시키시마역과 쓰쿠다역, 아가쓰마 선의 가나시마역과 우바시마역을 관리하고 있다. 오전 6시 30분부터 오후 8시 30분까지 초록 창구를, 오전 10시부터 12시 25분까지, 오후 1시 30분부터 5시까지는 뷰 플라자를 운영하고 있다. 조에쓰선 승강장에 한해 자동 개찰기에서 스이카 및 제휴 교통카드의 사용이 가능하다.

### 승강장
| 1 | ■ 조에쓰선   | 하행 | 누마타 · 미나카미 방면               |                            |
| 1 | ■ 아가쓰마선 |      | 나카노조 · 나가노하라쿠사쓰구치 방면 |                            |
| 2 | ■ 조에쓰선   | 상행 | 신마에바시 · 다카사키 · 우에노 방면  |                            |
| 3 | ■ 조에쓰선   | 상행 | 신마에바시 · 다카사키 · 우에노 방면  | (시종착, 대피 열차만 사용) |
| 3 | ■ 조에쓰선   | 하행 | 누마타 · 미나카미 방면               | (임시 열차가 주로 사용)    |

## 역세권 정보
역 앞 광장에서 각지의 온천으로 떠나는 간에쓰 교통 소속 버스가 출발한다. 역 앞의 어린이 공원에 일본국유철도 D51형 증기기관차 "데고이치" 한대가 보존되어 있다.
- 시부카와시청사
- 시부카와 우체국
- 시부카와 쇼핑플라자
- 국도 제17호선

## 역사
- 1921년 7월 1일 - 일본국유철도 조에쓰난 선의 개통과 동시에 개업했다.
- 1945년 1월 2일 - 나가노하라 선이 개업해 환승역이 되었다. 나가노하라 선은 지금의 아가쓰마 선이다.
- 1987년 4월 1일 - 민영화에 따라 동일본 여객철도의 소속이 되었다.
- 2004년 10월 16일 - 스이카의 사용이 가능해졌다.

## 인접역
| 동일본 여객철도 조에쓰선   | 동일본 여객철도 조에쓰선 | 동일본 여객철도 조에쓰선 |
| -------------------------- | ------------------------ | ------------------------ |
| 야기하라 다카사키 방면     | ■ 보통                   | 시키시마 미나카미 방면   |
| 동일본 여객철도 아가쓰마선 |                          |                          |
| 야기하라 다카사키 방면     | ■ 보통                   | 가나시마 오마에 방면     |